# Heinz Weis
Heinz Weis (Tréveris, 14 de julho de 1963) é um ex-lançador de martelo alemão, que foi campeão do mundo em 1997 em Atenas.
Esteve presente em quatro edições dos Jogos Olímpicos, das quais, em três delas,foi apurado para a final. Foi 5º classificado nos Jogos de Seul em 1988, 6º nos Jogos de Barcelona em 1992 e, de novo, 5º lugar nos Jogos de Atlanta em 1996. Já no final da sua carreira, em 2000, Weis participou ainda nas Olimpíadas de Sydney, onde foi apenas 26º na fase de apuramento para a final.
Participou em três edições da Taça do Mundo de Atletismo onde representou as seleções da Europa (em 1989) e da Alemanha (em 1992 e 1994).
A sua melhor marca pessoal foi de 83.04 m, conseguida em 29 de junho de 1997.